# Lucani

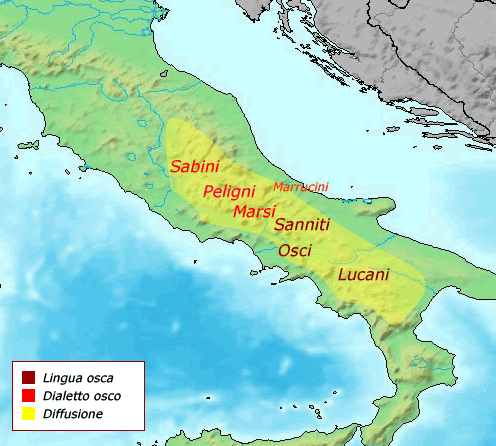
Distribuţia limbii oscane.

Lucanii au fost un popor antic din Italia vorbitor de limbă oscană, membră a familiei de limbi italice.
Potrivit unei teorii neconfirmate, numele lor ar deriva din cuvântul grecesc λυκος (adică lup), făcând referire la faptul că Sabellii utilizau un animal totemic ca ghid în timpul migrațiilor lor. Potrivit altor cercetători, numele ar proveni din latinescul lucus (lemn sacru). 
După Naturalis Historia, III, 98. de Plinius cel Bătrân, numele triburile lor erau Atinati, Bantini, Eburini, Grumentini, Numestrani, Potentini, Sontini, Sirini, Tergilani, Ursentini, Volcentani.